# 高橋なんぐの金曜天国
高橋なんぐの金曜天国（たかはしなんぐのきんようてんごく）は、BSN新潟放送で毎週金曜日9:00~12:30に放送されているラジオ番組である。

## 概要
メインパーソナリティの新潟ローカル芸人 高橋なんぐと、パートナーのBSNアナウンサーの2人でお送りしているラジオ番組。  
番組名の略称「金天」「金曜天国」
リスナーを「共犯者」と呼び、その中でもサイレントリスナーを「傍観者」と呼ぶ。 また、子供のリスナーをヘビーリスナーならぬ「ベビーリスナー」と呼ぶ。 なんぐ曰く、金曜天国のCMを聴いただけでも共犯者であると定義されている。 
番組ノベルティはステッカーがある。詳しくは「共犯者ステッカー」の項にて。  
2025年4月時点で、新潟放送のレギュラーラジオ番組としては、2番目に放送期間が長い。
放送時間の遍歴
- 2016/04/01〜　9:00〜11:50
- 2023/04/04〜　9:00〜12:00(10分拡大)
- 2024/04/05〜　9:00〜12:30(30分拡大)

## 出演者・スタッフ
メインパーソナリティ
高橋なんぐ　愛称・なんぐ師匠（新潟お笑い集団NAMARA ヤングキャベツ)
パートナー
四代目 大塩綾子　愛称・しおこ( BSN新潟放送 アナウンサー）（2022/01/07~）
歴代パートナー
- 初代　渡辺百枝（ももちゃん）（2016/04/01〜2016/06/24）
- 二代目　渡邉智世（なべこ）（2016/07/01〜2018/03/30）
- 三代目　林莉世（りせこ）（2018/04/06〜2021/12/24）

スナッピー中継
- 船尾佳代（フリーアナウンサー）

過去の出演者（準レギュラーなど）
- 臼木優香（スナッピー中継）
- 中静祐介（代打）
- ジャックポット(代打)[2]

ディレクター
- 初代　諸事情により番組には参加せず降板
- 二代目　薄田基子ディレクター（愛称・薄田さん）
- 三代目　吉田竜也ディレクター（愛称・吉田くん）（〜2024年3月）
- 四代目　石割恵美子ディレクター（愛称・割ちゃん、割子）（2024年4月〜）

## 酸素ボンベ（番組スポンサー）
この番組では、スポンサーのことを「酸素ボンベ」と呼ぶ。 
由来は、スポンサーの方々のおかげで息ができる(番組が続けられる)ということから。

### 現在のスポンサー
- スズキショップ桜木店
- 太田産業(2024/4/6〜)
- Honda Cars新潟県央燕店(2024/7/5〜)
- エクセルプラン(2025/2/7〜)

### 過去のスポンサー
- 花屋　里乃彩
- 小林養鶏場(2021/1/8〜2022/8/19)

## コーナー

### 9時台
- オープニングトーク

なんぐが今週の出来事など気になった事などを自由に集中して話すコーナー。番組のサビと言われ、なんぐは、このコーナーの後はアディショナルタイムと表現している。このコーナーが長引いて９時台はディレクターから巻きが入ることがある。
- 一曲目予想

前回の放送終了後から今回の放送開始までの１週間で起こった気になるニュースと共に、歌のタイトルや歌詞になぞらえた投稿を共犯者が送り、コーナーの最後に番組として正解の一曲をかける。なんぐやパートナーの独断と偏見の場合もあれば、最もお便りが来た曲の場合もある。コーナー冒頭でなんぐとパートナーが「せーの」でお互いに気になったニュースを同時に言うが、絶対に合わないのがお約束となっている。初回の曲はJUN SKY WALKER(S)のSTART。この頃は予想ではなかったが、共犯者から自然発生的にコーナー化された。
年末、もしくは年始に過去一年の中から、番組でランキングをつける「一曲目アワード」という特別企画もある。 
- (先週分の)フライングスッぺシャル

後述する「なんぐスッペシャル」の回答の一部をフライングして紹介するコーナー。この回答は、先週のお題発表からフライングスッペシャルの間に送られたものが読まれる。オープニングトークや一曲目予想が長引くことで、コーナー自体がカットされるか1通のみの事がある。
- 県警交通コーナー

新潟県警交通企画課の方と電話を繋いで、先週分の新潟県内の重大交通事故の発生状況と、交通安全の啓発をするコーナー。県警の方とスタジオのやりとりで、県警の方の人柄が垣間見えることがある。重大交通事故がなかった場合は、2人の「良かったです」が入る。あった場合は県警の方から全ての事故を詳細に説明する。なお、祝日は県警が休みのため、パートナーのアナウンサーからの紹介となる。
<提供:川崎商会>
- 頑張れ！母ちゃん！

全国の元気なお母さんを応援するコーナー。様々なお母さんと電話を繋いで、今頑張っているかを聞く。また、配偶者との馴れ初め、もしくは元配偶者との逆馴れ初めを聞くことも定番となっている。繋いだ方には、片山食品よりにんにくの詰め合わせと、番組から記念品が贈られる。
<提供:片山食品>
- ドクターアイズのフラッとかけCiao!

新潟県内に６店舗ある眼鏡店、ドクターアイズの店長から、メガネや補聴器についての情報を教えてくれるコーナー。コーナーの最初に、パーソナリティから店長に質問がされる。(メガネやドクターアイズとは関係ない質問が多い)。また、この情報をもとにコーナー最後は、なんぐから「◯◯でおなじみの△△店長でした。」で締めくくられ、店長の人柄を知ることができる。
<提供:ドクターアイズ>

### 10時台
- 金天 想い出メロディ

共犯者と電話を繋いで、想い出の一曲をリクエストしてもらう。曲に関するエピソードなどを聴いて、越のむらさきのお醤油セットをプレゼントする。合言葉が必要。
<提供:越のむらさき>
- スナッピー中継

新潟県内と中継を繋いで、イベント情報などをお伝えする。中継をつなぐ前に共犯者からリポーターに対するメッセージを紹介し、リポーターへ呼びかけをする。コーナーが休みの場合、数秒の沈黙の後にいつものBGMがかかる。これを「無いDAY」と呼ぶ。対義語は「有るDAY」。(現リポーターの船尾佳代が大阪出身であり、大阪弁の「あるでー」とかかっている)

### 11時台
- なんぐスッペシャル

共犯者からの投稿による大喜利コーナー。毎週、様々なお題が出る。（詳細は別項にて）
<提供:フラット7 姥ヶ山店、新発田店(2025年8,9月)>
- 大塩綾子は競馬をもっとたしなみたい

新潟競馬開催時期、G1開催時期（5月、7〜8月、10月ごろ）に競馬予想をするコーナー。
なんぐから予想するレースの紹介を受け、競馬初心者の大塩綾子が独自の視点で予想する。
<提供:日本中央競馬会、新潟競馬場>
- ランチリクエスト→バースデーメッセージ

パートナーの「さぁ、ランチリクエストの時間です。」からのなんぐの「でぇす。」で始まり、共犯者からのメッセージを読みつつリクエスト曲をかける。曲にのせて、その週の日曜日から土曜日までに誕生日を迎える共犯者、家族、BSNに関わる人等を祝うメッセージを読む。各日の紹介後、なんぐからその近辺で誕生日の有名人を挙げて、「〇〇さんと同じですよ」または「〇〇さんのn日前or後ですよ」と紹介される。最後に人間ドック、健康診断、胃カメラなどの検査の予定・報告を読む。コーナー終わりは「みなさん、おめでとうございます。今日も誰かの誕生日。今日も誰かが人間ドック。以上、ランチリクエストのコーナーでした。」で締める。
- 道場 しおこ師範（不定期）（2024/04/05~）

太鼓の音と共になんぐの前口上でコーナーが始まる。なんぐが共犯者から寄せられた悩み事相談事などのメッセージ読み、しおこ師範がアドバイスをする。コーナーの鉄則として、師範からなんぐに振る事は禁止されている。師範の喋り方が、初期は「AI」のようなものから、某小説の（口調などを踏まえ、なんぐの想像上での）「成瀬」のようになっている。たまに素が出る。毎回読まれるメッセージは2,3通。締めになんぐから無茶振りをされ、しおこ師範からの一言で終わる。オリジナルギャグ「だっまえだ！」（だっふんだ！のリズム） 
企画立案は、吉田D。在任中には放送されず、次のディレクターに引き継いでから、コーナーが開始された。
なお最近では、ゲストが登場することがある。
- 水島知子(2024年11月29日)
- 益田珠希(2025年1月30日)
- 海堀あゆみ(2025年4月18日)
- 真壁刀義(2025年7月18日)

（前口上）  
なんぐ「ここは、人里離れたとある道場　道場の師範は大塩綾子」 
師範「かかってこいやぁ！やぁー‼︎」(剣道の音) 
なんぐ「武術を極めたい者、悩みを解決されたい者、自己肯定感を高められたい者、しおこに教えを乞うべく、今日も猛者が訪れる。入門者なのか、はたまた道場破りか」(ドアをノックする音) 
師範「誰だ！お前は‼︎」 
- 子育てするなら燕市で！（不定期）（2024/04/26~）

燕市(旧吉田町)出身で燕市PR大使である大塩綾子が、燕市の事や燕市の子育て支援に関する情報をお届けする。（原則、月の最終金曜日に放送される。このコーナーがある日は、道場のコーナーが休みとなる。)

### 12時台
- (今週分の)フライングスッぺシャル

今週のなんぐスッペシャルの最後に次週のお題が発表される。そこから約１時間程度の間に送られてきた大喜利の回答を紹介する。どのような回答が良いかわからない方へ、投稿をする時の手本としての役割、コーナーの方向性（読み手の流れなど）を探る作業でもある。ここで読めなかったものの一部が、次週9時台の(先週分の)フライングスッぺシャルに持ち越される。
- エンディング

特定の音楽が流れるとパブロフの犬のように「エンディングでーす！」となんぐが叫ぶ事で始まる。プレゼントの当選者の発表。スポンサーの紹介（なんぐは「大事なやつ」と呼ぶ）のあと、時間の限り共犯者からのメッセージを読む。「聴けたら、聴いてね」という締めの言葉で終わる。

### 番組外
- 番組公式「X」にて、番組終了後に「金天放課後ビデオレター」として短い動画をあげている。
- 番組ポッドキャスト（2023/07/07~）
- TBSラジオクラウド（アプリ）（2017/09/22~2024/03/22）

過去のオープニングトークは上記2つで遡って聴くことができる。

### 過去のコーナー
- 週末ドコイコッカー(2019/04/19~2021/03/29)（ネクスコ東日本presents）

（リポーター）チカコホンマ、臼木優香、Nao☆（Negicco）、Megu（Negicco）、Kaede（Negicco）、伊勢みずほ、越川裕子(朝日奈ゆう)、大塚椎菜
- 今週の金言

## 挿入曲
- El Paso Twist /quasimode （1曲目予想）
- Funky Travels /AXS Music （10時台フリートーク）
- Road To Memphis /AXS Music(10時台フリートーク)
- Twist Fictiion /AXS Music （なんぐスッペシャル）
- 振替休日/ 神達拳仁 （大塩綾子はもっと競馬をたしなみたい）
- 炎舞太鼓 /長谷川可奈 (道場しおこ師範)
- NEW LIFE〜生まれてくる全ての人へ〜/ PE'Z （子育てするなら燕市で）
- LOVE IN VENICE /You & Explosion Band （11時台フリートーク）
- Kagaribi /fuishoo (12時台フリートーク)
- ハート燃えて 熱くなれ /ザ・ワイルド・ワンズ (エンディング)

## 番組ノベルティ

### 共犯者ステッカー
なんぐスッペシャルのお題「番組ノベルティを考えよう！」を経て、決定。
５cm×１５cmの縦長の長方形で 金、銀、透（とう）、写（しゃ）、環（エコ）、真（デマ）と デザインが移り変わっている。 

#### 入手方法
- 番組プレゼントとして、毎週１枚　なんぐスッぺシャルでスタジオまで行ったが読まれなかった山から選ばれる。（Xでのトレンド入りや高橋なんぐが間違って多く引いてしまう事などで、プレゼントの枚数が増えることもある。）
- 年末に応募できる番組からの「金天年賀状」の当選者。
- 出演者のプライベート時に「お忍びですか？」と声をかけ、出演者がステッカーを持っていればもらえる。
- BSN関連及び高橋なんぐのイベントなどで配られることもある。
- なんぐスッぺシャル「共犯者ステッカーください！」のお題（ステッカーが新しいものにかわるときに出題されることがある）
- 酸素ボンベ（スポンサー）の店舗などに、出演者がステッカーを数枚預けることで、ゲリラ的間接的にステッカーキャンペーンが発生する。（共犯者が酸素ボンベの店舗に訪れるきっかけとなる配慮でもある。）
- 共犯者が全国区、他県のラジオ番組や他媒体（メジャー雑誌のラジオ番組特集、Wikipedia作成など）で金曜天国の布教をすると、ご褒美としてもらえることがある。

#### 「スターダスト」
「somebody trash.somebody treasure.」がテーマ。SDGsの先駆けを自称している。   ステッカーを１０枚集めるとパーソナリティ二人のいらなくなったもの。スターのゴミ。つまり「スターダスト」（パーソナリティ達の私物など）がもらえる。中身は秘匿であり、SNS等での公開は厳禁である。   応募方法は、10枚のステッカーの写真を添付して番組宛にメッセージを送る。（20枚目、30枚目、、、は全部が写った写真。）

#### 他のステッカーとの関係
ルールではなく、ネタ的な要素が強い。言い出しっぺのなんぐすら覚えていない可能性が高い。
- TASKRADICのステッカー　共犯者ステッカー　マイナス３枚
- 四畳半スタジオステッカー　永久追放
- radikoステッカー　10枚を送ると金天ステッカー1枚プレゼント
- ３時のカルテットステッカー　５枚でもう一枚３時のカルテットステッカーをプレゼント（実質、この番組とは関係無いがなんぐが発言している）

#### ステッカーデザインの遍歴
「金」2017年5月~　
「銀」2018年10月~　
「透」（とう）2019年11月~　
「写 」（しゃ）2021年1月~　
「環」（エコ）2022年5月~　
「真」（デマ）2024年4月~

### 金天トイレットペーパー
2025/07/19~21の3日間で開催されたBSN夏ラジオにて、「なんぐシングル」と「しおこダブル」の各1個づつのセットが500円で販売された。(使用するトイレットペーパーについて、なんぐはシングル派、大塩アナはダブル派という流れから、この形となった。)
共犯者から送られた大量のメールをシュレッダーにかけて、新潟から岐阜の製紙業者に送り、トイレットペーパーに加工してもらった。今回オリジナルパッケージは、準備期間の都合で間に合わなったため、通常の製品にオリジナルのステッカーを貼る形となった。なんぐシングルには「私はシングル派 拭けたら拭いてね！」、しおこダブルには「ダブル好き大塩 誰のお尻だ！」と書かれたステッカーが貼られている。

(その完成品のサンプルを岐阜の製紙業者に送っている。)
3つ目として「ワリ子Dの9時台激巻きトリプル」(要はトリプル巻き)「当たり付き」という案もあった。
当日は3日間とも完売となった。
ボツメッセージを多く使っているので、
- 共犯者の尻を拭う
- 詰まらない
- (ボツメールを)水に流して欲しい
- トイレットペーパーと一緒で番組に芯がある

というメッセージが込められている。また今後について、県内で対応可能な業者があれば、そこに依頼を考えている。

## 番組ジングル
なんぐ本人によるジングルの他に、ゲストによるジングルがある。

### 現在聴けるジングル
- スネオヘアー(野球の応援歌のようなメロディ)
- 西寄ひがし
- 里村芽衣子(登場曲をバックにプロレスの宣伝と共に紹介)
- 真田ナオキ(新潟競馬場に行きたいと叫ぶ)(「大塩綾子は競馬をもっとたしなみたい」のコーナー前に流れる)

### 過去聴けたジングル
- 佐藤隆夫(モラルを守った投稿をお願いする。)
- 水森かおり
- 新浜レオン
- 稲川淳二(怖い話風に金天のコピー機ネタを披露)

## 「番組」についてのエピソードなど

### なんぐと佳那の元日天国
2016/01/01 9:00~11:50に放送された番組。なんぐと三石佳那アナウンサー（当時入社２年目、BSN）が担当。この番組がパイロット版として放送され、評価が高く、高橋なんぐの金曜天国が始まったとなんぐが金曜天国内で話している。

### メッセージの量
コーナー宛やフツオタの量が多く、ラジオブースのテーブルや床を埋め尽くす程だという。コピー機は複数回壊れた。読みきれなかったメッセージを捨てないので、数ヶ月後に読まれる事もある。（終わったスポーツの試合の予想についてのメッセージを読んで、さも予想してるかのように読んだりする。）

### 金天年賀状
希望した共犯者へ、番組から年賀状が送られる。年賀状に共犯者ステッカーが貼ってあり、なんぐとパートーナーのサインが書いてある。初期は応募者全員だったが、共犯者の増加による希望者増加やスタッフの高齢化、年賀状の値上がり等の影響で、2023年から抽選制になった。 落選した共犯者から年明けに、「まだ届きません。」「毎日、郵便受けを確認しています。」「来年の年賀状はどうしますか？」などのメッセージが届く。 
また、2023年ごろから雑煮の写真が送られてくる雑煮ハラスメント、「雑ハラ」が行われる流れもできた。プリントされてくる写真が白黒で粗いため、全く美味しそうに写らない。 
なんぐの阪神ファンと椎茸嫌い、金天年賀状多すぎ問題などを踏まえ、「巨人・椎茸・年賀状」（巨人・大鵬・卵焼きをもじって）と並べられる。 

#### 年賀状の枚数の決め方
- 2022年までは応募者全員
- 2023年　105名＋３名　（3時のカルテットで使用していたサイコロ三つで一、十、百の位を決めて105枚＋とシュークリームおじさん（吉井秀之部長・当時）の自腹の３枚）
- 2024年　152名　（400回記念の400から金天ファミリー（ゆかりの人）の名前のくじを引いて年齢分の枚数を引いていく。臼木優香と息子(34＋1)＋スズキショップ桜木店の植木店長(51)＋金ちゃん(なんぐの娘)(1)＋水森かおり(50)＋船尾佳代（28(仮))＋坂部友宏(41)＋高橋なんぐ(42) (なお、船尾以外は全員当時の年齢)
- 2025年　13名（サイコロ二つで一、十の位を決めた。）当選人数が少ないのでこの年から始まったPost&Giftでの年賀状。余白のスペースの関係でステッカーが貼れず、ステープラーで止めて発送したが、しっかり貼り付けないといけないという理由で全て戻ってきてしまった。最終的に年賀状には、なんぐとしおこのサインとメッセージを書き、ステッカーは封書で発送することになり、結局、切手代と手間が増えた。

### 相撲甚句
一曲目予想で毎週のように名前が出る。一曲目予想で読めなかった時は、コーナーの合間に突然、点呼が始まり、「相撲甚句です。」と報告する事もある。
好角家が相撲の話題を絡めた予想が集まる。生存確認や点呼のような役割もある。裏番組で曲がカブると、差し替えて相撲甚句になることもある。

### 9時台の激巻き
2024年4月ごろから。長いオープニングトーク及び一曲目予想の影響により、後のコーナーを圧迫するために急げの合図として、ディレクターが腕を（時には両腕を）回しまくる。ディレクターが宙に浮いている。とかピンクレディー（UFOの振り付けから）などと言われる。
この影響で、プレゼント紹介が省略気味の早口言葉状態になる。共犯者の中にはこのタイムを計測する者もいる。

### ニュースへのつなぎ
番組の途中に入るニュースの前に、ニュースを読むBSNアナウンサーをいじる。それを受けたアナウンサーは、基本的にはノーリアクションで読み始めるが、時々笑ってしまうといったハプニングがある。
なお、新人さんにはいじりをしないというなんぐのポリシーがある。事前に担当を確認した上で、いじりをする。

### ニュースからの番組送り
番組前と合間に入るニュースを読むBSNアナウンサーからの番組送り(「このあとも高橋なんぐの金曜天国でお楽しみください。」などの言葉)があるかが、出演者、スタッフ、共犯者から注目されている。

### CMへのつなぎ
CM前に一言いうことでシームレスにCMに入る。 
- 「株式会社 宮本屋」のCMの第一声の「ガラスが割れたわ！」につながるように、「えい！」などの掛け声でガラスを割る表現をする。
- 「三菱自動車 デリカミニ」のCMの第一声の「水川あさみです！」につながるように、なんぐが「ど忘れしちゃったんだけど、（水川あさみの情報を言い）これって誰だっけ？」のようにフリをする。共犯者からの水川あさみ情報が読まれることもある。一度[16]、本編から最初のCMが別のモノに変わってしまうが、石割ディレクターの働きかけにより、元の状態に戻った。[17]

### なんグッド
なんぐスッペシャルの「高橋なんぐトークライブのタイトルを考えよう」の回にて、共犯者から来たタイトル案の一つ。トークライブのタイトルにはならなかったが、BSNで深夜に放送される競馬番組のタイトルに採用された。

## 番組内での「高橋なんぐ」についてのエピソードなど

### この番組は電車のようなもの[19]
「僕がいま「金曜天国」でやっているのは自由に乗り降りができる電車の運転手のようなことかも」と書籍で語っている。

### 高橋なんぐに会ったとき
物覚えが悪いなんぐが困らないように、10回は共犯者からラジオネームを名乗ってほしいとの事。（1年間会わないと回数がリセットされる。）

### じょんじょん
なんぐの「じゃんじゃん」の言い間違えに対して、ももちゃんも乗っかり使った事がウケて、定番となった。

### メッセージ破り
共犯者のメッセージがなんぐによって破られたり、クシャクシャにされたりする。破られた共犯者の多くは喜んでおり、他の共犯者も面白がっている。破る時はマイクに近づけて長い方を破る事で良い音を出している。
以下のようなパターンで破られる事がある。
- 他局のラジオ・テレビの肯定的意見、情報が読まれた時
- 共犯者自身の自意識過剰な文面があるとき
- 上記の内容があり、メッセージの文面に「（破ってください）」などのリクエストがある時。

### 他局へのいじり
度々、番組中になんぐが他局のテレビ・ラジオの話題を出す。特に金曜ロードショーでジブリ作品が放送される時はよくいじる。

### 「お前に何が分かる！」
「お前に何が分かるって言われるかもしれないんだけど、〜〜〜」と何かの感想やうんちくを言って、相手が「お前に何が分かる！」とつっこませる。出演者同士だけではなく、メッセージなどでも出てくる事がある

## 番組内での「しおこ」（大塩 綾子）についてのエピソードなど

### しおこの噛み
しおこは、よく言葉を噛むので番組内でいじられる事が多い。しかし、なぜか９時台のプレゼントの早口とスポンサーの読み上げの時は噛みづらいという不思議な現象がある。

### しおこのリリース曲
しおこがキャッチーなフレーズを言った時やいい感じの事を言った時に、なんぐがいじって、「歌っていただきましょう！大塩綾子で〇〇！」と歌のタイトルのように振る。イメージとしてはCDのカップリング曲（B面）。実際には何も発売していない。

#### 過去の作品
- 900円の未来[20]（共犯者が宝くじでプラスマイナス900円のプラスが出たことから）
- 一瞬だけで、良いんですか？[21](なんぐスッペシャルのキュンとさせるお題での共犯者に対しての言葉)(なんぐの「ガラスを割る40代」とのカップリング)
- 私は今ですから[22]（東京ラブストーリーの最終話をこれから観るので、ネタバレしないでほしいという話の流れから）
- 接続詞はいらない[23]（単語の羅列での共犯者のメッセージから）

### たにゃ
しおこの高校時代の同級生（男性）。なんぐとサウナでよく会うが、たにゃがなんぐに声をかけるタイミングが悪いと揶揄される。ファーストコンタクトは、たにゃがしおこにLINEで「サウナになんぐさんがいるんだけど声をかけてもいいかな？」と聞き、しおこが「なんぐさんはいい人だから、声かけてみな」と返したことから、会話が始まった。番組内で、たにゃの話が出てると知り、聴いてみるが恥ずかしくなって冒頭で聴くのをやめた。たにゃは当番組を聴いていないが、たにゃの母が聞いていたため、たにゃが番組で話題に上がっていること知っている。

### 剣道3段
しおこが剣道三段を持っているという話題になると「(三段なんて)誰でも取れるんですよ。」と言うと、「二段の人に謝れ！」と突っ込まれる。というお約束がある。

### 「綺麗ですね。」
メッセージや実際に会ったときに、しおこに「綺麗ですね。」と褒めると、強めに「汚いです！」と返される。最初は、普通に面白がっていた共犯者だが、「汚いです！」が聞きたくて、フリとなっている。

### 研ナオコのモノマネ
「なまたまご」「赤マムシ」などのワードを研ナオコをモノマネする。
しおこは金天初登場の際に、このモノマネを披露した。

### アナグラム
共犯者からのアナグラムクイズがしおこに出題される。正答率は低い。
新潟のインターチェンジアナグラムが出された回では、しおこが「アナグラム」という言葉自体を噛んでしまい(ナとグの間にルを入れてしまう)、ツボに入り終始涙を流しながら回答も外すといった場面があった。この次の週のオープニングトークで、この件の検証をしている。この出来事の後、共犯者が自発的に「シャッフルクイズ」という名前に変更した。

### 子供の頃になりたかったもの
幼稚園の頃、スイカになりたかった。幼稚園の先生から、将来の夢を書くところに「スイカになりたい」というのを譲らなかった言われた。と、しおこの母が話していた。

## 番組内での「りせこ」（林 莉世）についてのエピソードなど

### 愛称「りせこ」
アシスタント初回のくじ引きで選ばれた。たまたま引いた共犯者のメッセージに「りせこさん」と書いてあった為、決まった。
他候補として、「やしこ」「りんりん」「ニューりん」などがあった。代打回を含め、愛称が決まるまでは「りせちゃん」「林さん」と呼ばれていた。

### ほよ顔
Dr.スランプアラレちゃんでのアラレ語の「ほよよ」（驚いた時、関心が向いた時に使う言葉）から。
本来の意味とは変わり、相手の話題に対して、年代や趣味の違いから、ピンと来ず理解できない時の表情。
アシスタントになった頃は、相槌を打ち誤魔化そうとしていたが、マニアックなプロレスの話をしていた代打の中静祐介に「分からない事は分からないと言ったほうが良い。」「分からなくて普通だから良いんだよ。」と言われ、翌週、なんぐに口ごもりながら、「分かんない」と言い、その後、ほよ顔で対応するようになった。
このワードは、四代目のしおこにも使われている。

### りせこのお母さん
りせこが番組を担当していた当時、金天を毎週、聴いていた。番組にも協力的で、電話出演や情報提供などを積極的にしていた。

## なんぐスッぺシャル
共犯者参加の大喜利コーナー。コーナーの終わりに毎週、お題が発表される。締め切りは木曜13時。（音声投稿、木曜が祝日の場合は水曜13時）１通のメッセージに複数のネタを書く。ただし、目を通すのに時間がかかるテーマの場合や、少しでも多くの回答を紹介したい等により、番組内で一人何通までのような制限がある事がある。
月頭は謎かけである。お題はない。（先月末のお題が二週目に延長する等により、月頭からズレることがある。）
音声投稿を使用したテーマの際、なんぐのフリからディレクターが投稿を再生するのを円滑に行う目的で、番号が割り振られる。この番号には、共犯者に対しての直接的な意味は特にない。なお、100以上(2025年4月現在)の音声が用意されていると予想される。
(例:1番、〇〇さんのモノマネないです。)

### 2回以上出されたお題
- CM明け金天キャッチコピーを考えよう！
- 金天番宣を考えよう！
- 童謡「どんぐりコロコロ」のリズムにのせて金天番宣を考えよう！
- ベスト・オブ・ふつおた！
- パドックを考えよう！
- 歌詞を付けてみよう！（天国と地獄、ハッピバースデートゥーユー）
- 金天的ドラフト会議
- 第200回の頃はどうなっている？（300回、400回、500回）
- なぞかけない
- 共犯者ステッカーください！（共犯者ステッカーが欲しい理由）
- 〜以上ニュースをお伝えしました。この後は、〇〇でおたのしみください
- さぁ〜て、来週の金天は？
- あなたのラジオネームの由来を教えてください
- あいうえお作文（エネファーム、スマラー、阿部寛、桜、幸福、祭り）
- なんぐのマニフェスト 私が当選した暁には〜
- ダジャレ
- しおこの心の声
- 高橋なんぐトークライブのタイトルを考えよう！
- 卒業式の呼びかけ

### ゲスト関連
- ドリフの「いい湯だな♪」の”〇〇しろよ！”を考えよう！（ジャックポット）

- 悪気がないのに失礼なボボさん、なんて言った？（金子ボボ）
- 場内アナウンス（森下英矢）
- あなたのなんでもシュート（言葉・想い・鬱憤）に、ゴールコール（森下英矢）
- 篠田昭さんに聞いてみよう！（篠田昭）
- 落語の下げだけ考えよう（㐂八屋五円）
- イントロで遊ぼう！（西寄ひがし）（氷川きよし/ズンドコ節、氷川きよし/大丈夫、吉幾三/酒よ、細川たかし/北酒場）
- ヒサコさんにしかられる！（付き人 久子）
- どんなフレーズもイケボで言えば、なんとかなる（大野まさや）
- 里村芽衣子さんに、励ましてもらおう！（里村芽衣子）
- ニイガタ姉さんに”ホンマですか”と言わせよう！（ニイガタ姉さん）
- 松本愛さんに読んでほしい一節（松本愛）
- たかまろ、しりとり終わらせる（中野小路たかまろ）
- 篠笛の音色で共犯者の懺悔を浄化しよう！（渡辺百枝）

### 替え歌系
- 童謡：チューリップ、象さん、ふるさと、お正月、ちいさい秋みつけた、めだかの学校、まっかなあき、うみ、春が来た、あめふり、うれしいひなまつり
- あの鐘を鳴らすのはあなた/和田アキ子
- 東京G1ファンファーレ
- 関西G1ファンファーレ
- JITTERIN'JINN/夏祭り
- さよなら人類/たま
- イントロで遊ぼう！（尾崎豊/卒業、井上陽水/少年時代、稲垣潤一/クリスマルキャロルの頃にはorワム！/Last Chrisumas、松任谷由実/リフレインが叫んでる）
- あの曲のアレって、何言ってるの？（TUBE/あー夏休み、TUBE/シーズン・イン・ザ・サン、山下達郎/クリスマス・イブ、舟木一夫/高校三年生、Superfly/タマシイレボリューション、ママがサンタにキスをした/ジャクソン5、Creepy Nuts/Bling-bang-bang-born、ZONE/secret base〜君がくれたもの〜）
- JITTERIN'JINN/プレゼント

### 音声投稿
- あなたの、どの花見ても里乃彩〜（1回）
- 細かすぎて伝わらない”金曜天国モノマネ”（1回）
- あなたのウッ！（3回）
- ものまねない（4回）
- くしゃみ（4回）

### 単発
- 番組ノベルティを考えよう！
- 勝手に命名式
- 自分的クリーンナップ
- 夏ラジオでやってほしいこと。期待すること。
- おすすめの自由研究
- ふるさと新潟あるある
- こんなサイン会はイヤだ！
- もし、あの人が本を出したらどんな本？
- 爺ちゃん婆ちゃんエピソード
- 読書感想文　米十俵
- 金天中継に抜擢された、お姉キャラさとちん。そんなこと聞いてないのになぁ〜、なんて言った？
- 新語・流行語大賞。惜しくも漏れた31番目は？
- みんなも140字でつぶいてみよう！
- あなたにとっての「65」」、なんの数字？
- 残り僅かな2017年。今年の目標は？
- 共犯者宛の年賀状
- なんぐとなべこ、銭湯での壁越しの会話
- 誰が一番スベるか選手権
- 上層部へ届け！高橋なんぐの金曜天国を純粋に褒めてください。
- ヒーローインタビュー
- りせこじゃない方
- 黒なんぐ黒りせこ
- インチキマジックショー
- ラジオPK
- 金天Twitter、金天Facebookのフォロワーの増やし方
- 短冊に描くことではないけれど、叶えたいあなたの願い事
- 新潟ふるさと村で高橋なんぐと林莉世に求めること
- 写真を撮るときの掛け声を新提案してください！
- メッセージ花火を打ち上げろ！
- いろんなクリーンナップを考えよう！
- １万円の使い道を考えよう！
- おばさんAとおばさんBの不毛な会話
- お醤油は鮮度らて〜的な事を行ってください
- 会場の方とのコールアンドレスポンス
- 固定ツッコミシリーズ うそつけ！のその前を考えよう
- ショートポエム
- あわてんぼうのサンタクロース、何に慌てている？
- 病気療養中の高橋なんぐ。希望が持てるお見舞い川柳
- 猫からのメッセージ
- 落語家の亭号を考えよう！
- このラジオがヤバい どうして？
- 特殊詐欺川柳
- 高橋なんぐの金曜天国のトリセツ
- パンがなければお菓子を食べればいいじゃない的なことを言ってください
- 福沢諭吉の声
- 新時代ことわざ
- 綱引きのオーエスじゃないやつ
- 競馬のレース実況を考えよう！
- 新潟の元気なお母さんを応援するがんばれ母ちゃん！的なことをいってください
- 癒しのホッコリエピソード
- りせカルタ（あ行）
- プロフェッショナルとは？と聞かれたとこの返しを考えよう（後半戦-りせこ 篇-）
- 花火の掛け声を新提案してください！
- ラジオでお墓参り
- 巧妙ですねぇ〜の前段を考えよう！
- ショート怪談
- 小野沢さん、最後にそれ言う？
- イベントの見所は〇〇！でふざけよう！
- 素敵な日本シリーズ〇〇対・・
- 中島みゆき/糸 で遊ぼう。縦の糸は何？横の糸は何？
- 夫と妻しか伝わらない以心伝心な会話
- イラッとする食レポ
- マジカルバナナ2019
- あなたの2020年の初笑い、なんでした？
- 私は〇〇なら100位に入る！
- チョコが貰えなかったあなたに、掛けてほしい慰めの一言
- 「なんぐさん...番組終了後、ちょっと５分だけいいかな...？」「...なんぐ、なにを言われる？」
- 味はやっぱり里美ちゃん！的なことを言ってください
- 自己啓発っぽい架空名言を考えよう！
- 直したい癖と、その解決法
- マスク聞き間違い
- オンライン飲み会の断り方
- 金天意識調査シリーズ：共犯者の６割は〇〇
- 「がんばれ父ちゃん」スピンオフ「新潟の元気な母ちゃんを応援する〜」の部分を考えてください
- 「（牧師）アナタハ、〇〇ヲ、チカイマスカ？」
- がんばれ甲子園のCM的メッセージ：ガンバレ●●！▲▲は、■■を応援しています。
- やられたらやり返す倍返しだ的なことを言ってください
- 日曜劇場半沢直樹。最終回、一番最後のセリフは？
- 特殊詐欺CMの”ダメです詐欺です！”につながる言葉
- ハロウィンのあのフレーズってなんて言ってるの？
- この秋、読んでみたい架空の書籍タイトル
- オリジナル早口言葉
- あなたのショート自慢
- あなたのファミリーエピソード
- あなたにとっての真実の愛とは？
- 5-7-5ではなく、4-6-3のゲッツー川柳
- みんなでにいがた特殊詐欺だまされ川柳コンテストにエントリー
- りせこをキュンキュンさせよう
- 高橋なんぐが言ってそうで、言ってないこと
- 大塩綾子アナウンサーに金天のことを色々教えてあげよう
- ドクターアイズのフラッとかけCiao!的なことを言ってください
- 唐突選手権（YOASOBI/夜に駆ける）
- あなたの3000を教えてください
- ”ご苦労様”と言ってくれ！
- 架空提供クレジット３連発
- 高橋なんぐ、自宅療養中になにしてた？
- ふるさとんジョーク
- 甘い言葉でしおこを口説いてください
- いやらしくない、ごますりフレーズ
- なるなるの法則「なんとかなる なるようになる なんとでもなる」をおしえて！
- あなたのひけらかし
- あなたのSDGsアクションを教えてください。(BSNのSDGsウィークのタイミングで行われる)
- ”お醤油は鮮度らてぇ〜”的なことを言ってください
- イマジン/ジョン・レノンに乗せて”想像してごらん○○を
- こんなこと言ったらお前になにがわかる！って言われるかもだけど...
- どこよりも早い、2024年の流行語大賞をおしえてください
- 金天みくじで、”大大大凶”。なんて書いてあった？
- なんぐとしおこが今まで褒められた事のない部分を褒めてください
- しおこになにを借りて、どう使うのかを教えてください。
- 今年最後にどうしても言っておきたい”一言”
- 豆まきの掛け声のリズムで何か言おう
- 甘い言葉でしおこをキュンとさせてください
- 即シュレッダー行き、つまらないボツメール
- フラット7のCMを考えてください

## 一曲目アワード
年末、もしくは年始に過去一年の一曲目予想のコーナー中から、出演者・スタッフでランキングをつける特別コーナー

### 2024年（2025/01/10放送）
- 1位　DREAMS COME TRUE/何度でも　横浜DeNAベイスターズと読売ジャイアンツ選でのリレー対決の際、実況のTBS伊藤敦基アナウンサーがなんぐを「なんど」と何度も間違えた。
- 2位　The Beatles/Wanna Hold Your Hand TBSアナウンサーが泥酔して、早朝に住宅に放尿し警察に保護された。
- 3位　杉並児童合唱団/ちょうちょ　愛知県東郷町町長のハラスメント認定　岐阜県池田町町長セクハラ認定
- 4位　SYNCHRONIZED LOVE/Joe Rinoie　尊富士 新入幕優勝（110年ぶり2度目の快挙）
- 5位　YOASOBI/三原色　東京都知事選で現職・小池百合子氏が3回目の当選のニュース
- 番外　H2O/思い出がいっぱい（水原一平 不正送金不正賭博）　藤浪辰巳/マッチョドラゴン（辰年）　KAT-TUN/Rear Face（KAT-TUN関係 2024年3回入選）　松任谷由実/優しさに包まれたなら（ボクシング協会会長山根あきらさん死去）　坂田おさむと神崎ゆう子/おおきなかぶ（株価市場最高値） 石原裕次郎/嵐を呼ぶ男（しおこの分水花魁道中で花魁の衣装を着た）　近藤真彦/時計仕掛けのロマンス（腕時計シェアサービストケマッチが無断で腕時計を売却）今井絵理子/なんくるないさぁ（三原じゅん子の愛車盗難）　羽賀研二/ネバーエンディングストーリー（羽賀研二 三度目の逮捕）ダークダックス/山男の歌（東出昌大再婚）米米CLUB/KOME KOME WAR（令和の米騒動）野沢雅子/ユカイツーカイ怪物くん（パリオリンピック開会式）　フィンガー５/学園天国（つばさの党 他陣営への妨害行為で家宅捜索）